# Aschach an der Donau
Aschach an der Donau è un comune austriaco di 2 193 abitanti nel distretto di Eferding, in Alta Austria; ha lo status di comune mercato (Marktgemeinde).

## Geografia fisica
Il comune sorge lungo il Danubio, ai margini del bacino di Eferding nella regione dell'Hausruckviertel. Ha una superficie di 6 km² e l'1,8% del territorio è coperto da boschi.

## Storia
Il paese è stato citato per la prima volta nel 777, in un documento relativo alla fondazione dell'abbazia di Kremsmünster. Già appartenuto al Ducato di Baviera, dal XII secolo passò al Ducato d'Austria. Nel 1490 Aschach fu aggregato al principato Österreich ob der Enns e ricevette da Massimiliano I d'Asburgo il diritto di mercato.
Il paese è stato occupato più volte durante le guerre napoleoniche e dal 1918 fa parte dello Stato federato dell'Alta Austria. Dopo l'Anschluss dell'Austria al Terzo Reich, dal 13 marzo nel 1938 appartenne al Gau dell'Oberdonau; nel 1945 furono ristabiliti i precedenti confini.

### Stemma
Partito di rosso e argento, coperto da due colori naturali, le vite incrociate due volte con un'uva nera e bianca e una foglia verde in ogni parte. Il rosso, il bianco e il verde sono i colori tradizionali del comune.
Il motivo dello stemma si riferisce alla viticoltura praticata già nell'Alto Medioevo nell'area di Aschach (ne fa cenno anche il documento relativo all'abbazia di Kremsmünster del 777). Il bianco e il rosso sono i colori dello stemma dei conti di Schaunberg, che fino agli anni 1870 detennero il potere politico e il casello di Aschach.

## Monumenti e luoghi d'interesse

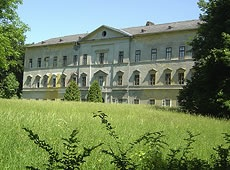
Il castello

- Il castello di Aschach an der Donau (Schloss Aschach an der Donau), appartenuto ai conti di Harrach, oggi è di proprietà privata. L'ala principale risale al XVI secolo; si affaccia su un parco ed è dotata di portici. L'ala orientale e l'altare maggiore della cappella sono stati costruiti da Johann Lucas da Hildebrandt nel 1709.
- La chiesa parrocchiale della Croce del Danubio (Pfarrkirche mit dem Donaukreuz) venne ricostruita in stile gotico verso il 1490 in luogo di una precedente chiesa, la cui esistenza documentata risale al 1371. La Croce, posta sopra l'altare maggiore della chiesa, è legata a una leggenda: durante una piena del Danubio, nel 1693, la Croce fu tratta in salvo da due battellieri e in seguito un restauratore, malato, fu guarito durante i lavori di restauro della Croce. Nel 1976 la chiesa è stata rinnovata ed ampliata, secondo il progetto di Clemens Holzmeister.
- Piazza Kurzwernhardt (Kurzwernhardt-Platz) è intitolata al farmacista Theodor Kurzwernhart, sindaco dal 1861 al 1864 e cittadino onorario di Aschach an der Donau. Sulla piazza si affacciano edifici storici, spazi verdi, ristoranti, caffè, una fontana e un monumento ai caduti.
- Il Museo della pesca (Schoppermuseum) testimonia la storia del comune per quanto riguarda la navigazione sul Danubio, ospita una raccolta di artigianato storico e illustra l'evoluzione della pesca in Alta Austria.

## Cultura

### Eventi
- Il mercato dell'artigianato ha luogo ogni anno in agosto in piazza Schopper (Schopperplatz), accanto al Museo della pesca; decine di artisti e artigiani vendono oggetti in legno, ceramica, tessuto, metallo e pietra. Inoltre sono venduti prodotti culinari della regione, mentre il programma culturale prevede musica regionale, teatro ed eventi per bambini.

## Geografia antropica
Le frazioni sono Aschach an der Donau, Ruprechting e Sommerberg.

## Economia

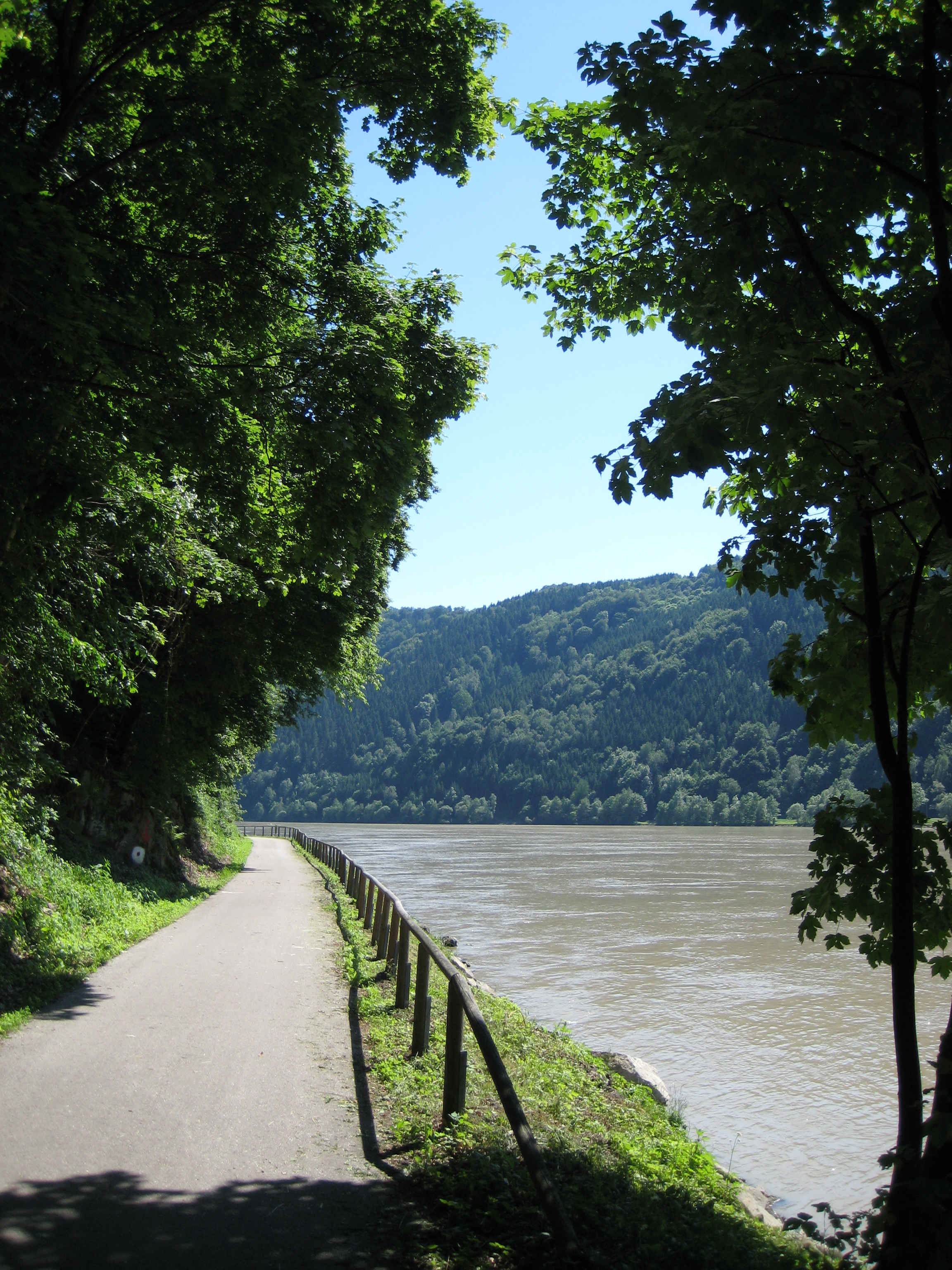
La pista ciclabile lungo il Danubio

In estate Aschach an der Donau è frequentata da cicloturisti: si trova lungo la pista ciclabile che va da Passavia a Vienna e offre numerose strutture ricettive.

## Amministrazione
Nel 2015 la composizione del consiglio comunale era la seguente: Partito Popolare (ÖVP) 11 seggi, Partito della Libertà (FPÖ) 6 seggi, Partito Socialdemocratico (SPÖ) 5 seggi, Verdi (Grünen) 3 seggi. Dal 2021 il sindaco è Dietmar Groiss (SPÖ).

### Gemellaggi
- Obernzell